# قرار مجلس الأمن التابع للأمم المتحدة رقم 360
قرار مجلس الأمن التابع للأمم المتحدة رقم 360، الصادر في 16 أغسطس 1974، بعد التذكير بالقرارات السابقة وملاحظة أن جميع الدول قد أعلنت احترامها لسيادة جمهورية قبرص واستقلالها وسلامتها الإقليمية، ينص القرار رسمياً رفضه للتحرك العسكري أحادي الجانب التي اتخذتها تركيا. ثم حث المجلس الأطراف على الامتثال دون إبطاء لقراراته السابقة، ولا سيما القرار 353، ثم طلب من الأمين العام أن يقدم تقريرا حسب الضرورة بغية اعتماد تدابير أخرى تهدف إلى تعزيز استعادة الظروف السلمية.
تم تبني القرار بأغلبية 11 صوتًا، مع امتناع ثلاثة أعضاء هم جمهورية بيلوروسيا الاشتراكية السوفياتية والعراق والاتحاد السوفيتي.